# Челканци
Челканци (рус. Челканцы, енгл. Chelkans) су туркијски народ насељен на делу планине Алтај, који се налази у руској републици Алтај. Говоре челканским дијалектом, који припада северној групи дијалеката алтајског језика.

## Територија
Насељавају Турочачки рејон руске Републике Алтај. Њихова села су Курмач-Бајгол, Суронаш, Мајск, Бијка, Чујка и Турочак, а један број Челканаца је насељен у главном граду републике Горно-Алтајску.

## Популација
Према резултатима пописа становништва Руске Федерације, Челканаца је 2010. било 1.181. На пописима становништва из совјетског периода Челканци нису признавани као посебан народ, већ су третирани као подгрупа Алтајаца. Тек од 2002. године Челканци су у Руској Федерацији признати као посебан народ и те године на попису становништва регистровано их је 855.